# Lieskemeer

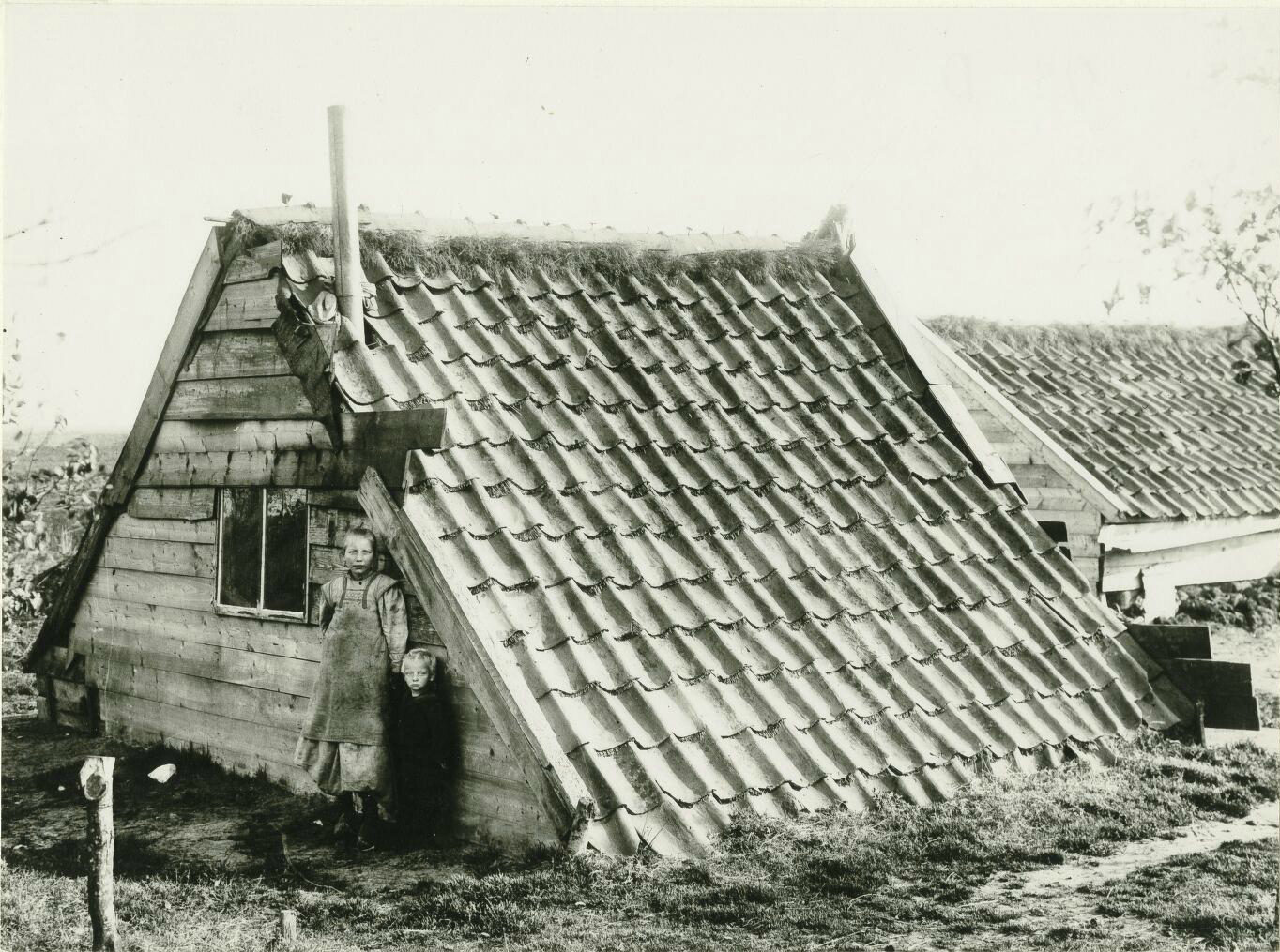
Armzalige woning in Lieskemeer. De hoogte van de woning bedroeg 3 meter, waarbij er op 2 meter hoogte twee bedsteden waren afgetimmerd (foto: Tonnis Post, ca. 1913/16)

Lieskemeer was een gehucht onder Bellingwolde in de huidige gemeente Westerwolde in de Nederlandse provincie Groningen. Het lag ten zuidoosten van Bellingwolde, tegen de Duitse grens ten noorden van de Rhederweg. Het was vernoemd naar het Lijskemeer of Lyskemeer, een veenmeertje dat aan beide zijden van de grens lag (ten noorden van grenspaal 185) en oorspronkelijk een oppervlakte van ongeveer vier hectare had. Het meertje wordt onder andere afgebeeld op Cornelis Pijnackers kaart van Drenthe uit 1634.
De huizen stonden in het hoogveengebied ten westen van het meer aan doodlopende wegen die haaks op het B.L. Tijdenskanaal liepen. Een van deze wegen was reeds aanwezig in de 19e eeuw, de tweede werd waarschijnlijk eind 19e eeuw aangelegd, gevolgd door nog een aantal in de 20e eeuw. Twee van deze wegen heetten de 1e en 3e grenslaan.
De woningen bestonden uit hutten en schamele woningen van veenarbeiders. In de loop van de 20e eeuw werd het veen afgegraven en ruilverkaveld, waardoor de afwatering verbeterde en het meer langzamerhand droogviel. In de jaren 1930 was het reeds deels drooggevallen en in de jaren 1950 was het geheel verdwenen. Na 1950 verdwenen langzamerhand alle huizen. In de jaren 1980 waren alle huizen verdwenen en resteerden alleen de 1e en 3e grenslaan. De laatste werd vervolgens ook weggehaald en op de plek van het meer werden een tweetal bospercelen geplant tegen de Duitse grens. De 1e grenslaan bestaat tegenwoordig enkel nog uit een graspad.
Dorpen: Barnflair · Bellingwolde · Blijham · Bourtange · Jipsingboertange · Oudeschans · Over de Dijk · Sellingen · Ter Apel · Ter Apelkanaal · Veelerveen · Vlagtwedde · Vriescheloo · Wedde · Wedderheide · Zandberg (deels)

Buurtschappen: Agodorp · Borgertange · Borgerveld · Bovenstreek · De Bouwte · De Bruil · De Bult · Den Ham · De Heemen · De Lethe · De Maten · De Oerde · De Straat (Engelkes) · Draaijerij · Ellersinghuizen · Hanetange · Harpel · Hoorn · Hoornderveen · Jipsingboermussel · Jipsinghuizen · Kielhuppen · Klein-Ulsda · Klontjebuurt · Koudehoek · Lammerweg · Laude · Lauderbeetse · Lauderzwarteveen · Laudermarke · Leemdobben · Lieskemeer · Loosterheide · Lutje Ham · Lutjeloo · Morige · Munnekemoer · Nienoordstreekje · Oosteinde · Overdiep · Pallert · Plaggenborg · Poldert · Renneborg · Rhederbrug · Rhederveld · Rijsdam · Roelage · 't Schot · Sellingerbeetse · Sellingerzwarteveen · Slegge · Stakenborg · Stobben · Ter Borg · Ter Haar · Ter Walslage · Ter Wisch · Tjabbesstreek · Veele · Veendijk · Veerste Veldhuis · Verbindingsweg · Vlagtwedder-Veldhuis · Vogelzang · Voorwold · Wedderbergen · Wedderveer · Weende · Weite · Wessingtange · Westeind · De Westert · Winschoterhogebrug (deels) · Winschoterzijl (deels) · Wollingboermarke · Wollinghuizen · Zuidveld · Zandstroom

Groningen: Steden en dorpen      Nederland: Provincies · Gemeenten